# Linzolo
Linzolo est une ville située à 20 km au sud de Brazzaville sur le plateau des Cataractes.

## Historique

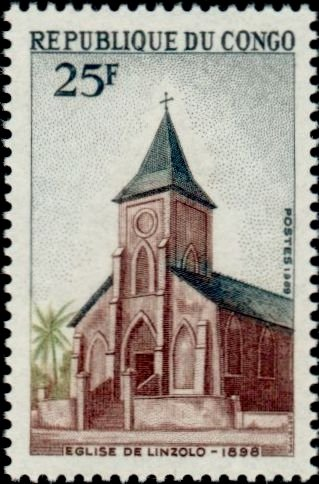
Église de Linzolo : timbre émis en 1970 par la République du Congo.

Le site est choisi entre 1881 et 1883 pour la fondation de la plus ancienne Mission Catholique au Congo avec celle de Loango. Le futur Mgr Prosper Philippe Augouard s'y replie en effet, faute d'avoir pu fonder sa mission à Brazzaville à la suite d'une maladresse de Savorgnan de Brazza. La Mission de Linzolo est créée en accord avec les chefs Kongo le 22 septembre 1883, et sa chapelle terminée en 1885. Le clocher actuel a été ajouté en 1898. 
Cette église est la plus ancienne construction du Congo. Très abîmée par un incendie lors des combats des années 1997-1998, elle a été restaurée depuis. Une chapelle moderne aux reliefs sculptés (intérieur) a été bâtie à côté en 1983.

## Personnalités liées à Linzolo
- Y sont nés :
- Brice Samba (né en 1994), footballeur franco-congolais.Il évolue au poste de gardien de but au  Stade Rennais football club
- Harvin Isma (né en 1989), acteur et scénariste.

- Y sont morts :